# Kilianskirche (Schötmar)

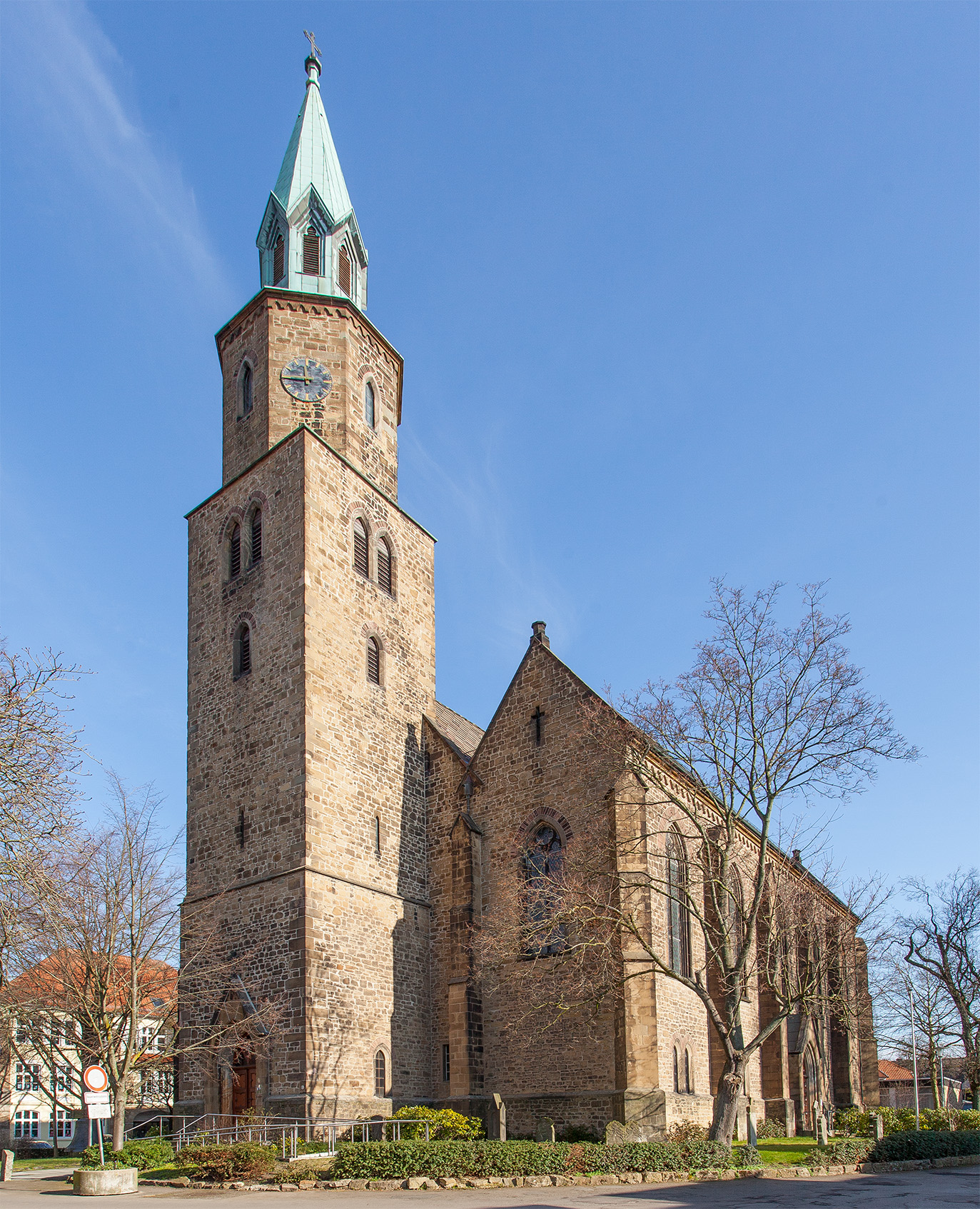
Evangelisch-reformierte Kilianskirche in Bad Salzuflen-Schötmar

Die Kilianskirche in Schötmar, Ortsteil von Bad Salzuflen, ist eine 1850–54 von Friedrich Heinrich Ludwig Goedecke errichtete evangelisch-reformierte Kirche. Es handelt sich um eine dreischiffige, neugotische Hallenkirche mit 5/8-Schluss. Der Westturm verfügt über ein achteckiges Obergeschoss, das von einer dachreiterartigen Laterne mit steilem Zeltdach bekrönt wird. Während das Mittelschiff mit hölzerner Satteldecke versehen ist, sind die Seitenschiffe flach gedeckt. Renovierungen und Restaurierungen erfolgten in den Jahren 1960, 1980 und 2004. Der heute größte Kirchenbau der Lippischen Landeskirche kann werktags von 10 bis 17 Uhr und samstags von 10 bis 12 Uhr als Offene Kirche besichtigt werden.
Friedrich August Wessel war 1844 Zweiter sowie von 1864 bis 1866 Erster Pastor, bevor er zum Generalsuperintendenten der Lippischen Landeskirche ernannt wurde.

## Vorgängerbauten
Es hat mehrere Vorgängerbauten gegeben: Von einem ersten, vermutlich um 800 aus Holz errichteten Kirchenbau konnte lediglich der Laufhorizont nachgewiesen werden. Vor dem Jahr 1000 hat an dieser Stelle ein kleiner Saalbau von 10 Metern Breite gestanden. Nach 1150 wurde auf den Fundamenten des Saalbaus eine dreischiffige kreuzförmige Basilika gebaut, die der Kilianskirche in Lügde recht ähnlich gewesen sein dürfte. Diese wurde 1847 wegen Baufälligkeit abgerissen.
Der Standort der abgegangenen Burg Nyggenborch wird in unmittelbarer Nähe vermutet.

## Ausstattung

### Orgel
Die Orgel wurde 1972 durch den Orgelbauer Hermann Eule (Bautzen) in dem vorhandenen Orgelgehäuse erbaut. 1994 und 2004 wurde die Disposition verändert. Das Schleifladen-Instrument hat 35 Register auf drei Manualen und Pedal.
| I Hauptwerk C– |                 |       |
| 1.             | Pommer          | 16′   |
| 2.             | Prinzipal       | 8′    |
| 3.             | Rohrflöte       | 8′    |
| 4.             | Oktave          | 4′    |
| 5.             | Spitzflöte      | 4′    |
| 6.             | Flachflöte      | 2′    |
| 7.             | Sesquialtera II | 2 ⁄3′ |
| 8.             | Mixtur IV-VI    |       |
| 9.             | Trompete        | 8′    |

| II Kronpositiv C– |             |       |
| 10.               | Holzflöte   | 8′    |
| 11.               | Corno dolce | 8′    |
| 12.               | Prinzipal   | 4′    |
| 13.               | Koppelflöte | 4′    |
| 14.               | Oktave      | 2′    |
| 15.               | Nachthorn   | 2′    |
| 16.               | Sifflöte    | 1 ⁄3′ |
| 17.               | Scharff V   | 1′    |
| 18.               | Holzdulzian | 16′   |
| 19.               | Krummhorn   | 8′    |
|                   | Tremulant   |       |

| III Brustwerk C– |                |    |
| 20.              | Gedackt        | 8′ |
| 21.              | Viola da Gamba | 8′ |
| 22.              | Rohrflöte      | 4′ |
| 23.              | Prinzipal      | 4′ |
| 24.              | Oktävlein      | 2′ |
| 25.              | Zimbel III     |    |
| 26.              | Rohrschalmei   | 8′ |
|                  | Tremulant      |    |

| Pedalwerk C– |                |         |
| 27.          | Prinzipal Bass | 16′     |
| 28.          | Subbass        | 16′     |
| 29.          | Quinte         | 10 2⁄3′ |
| 30.          | Oktavbass      | 8′      |
| 31.          | Gemshorn       | 8′      |
| 32.          | Dolkan         | 4′      |
| 33.          | Posaune        | 16′     |
| 34.          | Trompete       | 8′      |
| 35.          | Clarine        | 4′      |

### Glocken
Im Turm der Kilianskirche läutet die aus dem Vorgängerbau übernommene Katharinenglocke von 1437. Sie erklingt mit dem Nominal fis1 –4/16 (~1500 kg; ⌀ 1270 mm) und ist die älteste immer noch im Gebrauch befindliche Glocke der Stadt Bad Salzuflen. Sie ist zugleich das älteste ununterbrochen im Gebrauch stehende „Monument“ der Stadt Bad Salzuflen. Im Jahre 1980 wurde sie durch zwei Glocken – g1 −4/16 (880 kg; ⌀ 1100 mm) und a1 −3/16 (668 kg; ⌀ 990 mm) – der Glockengießerei Rincker in Sinn nach der ehemaligen mittelalterlichen Disposition ergänzt.